# Gallaher Group
Die Gallaher Group plc. ist ein britischer Tabakwarenhersteller und Tabakwarengroßhändler, der zu JT International gehört.

## Unternehmensgeschichte
Gallaher wurde ursprünglich 1857 von Tom Gallaher in Londonderry, Nordirland gegründet. 1896 errichtete Gallaher die damals weltgrößte Zigarettenfabrik in Belfast.
1928 erfolgte der erste Börsengang und Gallaher wuchs in den nachfolgenden Jahren durch Firmenkäufe. 1936 wurde Senior Service, 1947 J.R. Freemann und 1955 Benson & Hedges übernommen. Die Marke Silk Cut wurde 1963 eingeführt.
Im Jahr 1968 wurde Gallaher von American Tobacco übernommen. Im Mai 1997 fand ein erneuter Börsengang statt. Die Aktien wurden bis zur späteren Übernahme durch Japan Tobacco in London und New York gehandelt.
2000 übernahm Gallaher den russischen Zigarettenhersteller Liggett-Ducat und war damit auch auf dem russischen Markt vertreten. 2002 erwarb Gallaher die Austria Tabak und wurde damit Marktführer in Österreich. Die Austria Tabak ist Eigentümer der Tabakwarengroßhändler Tobaccoland Österreich und Tobaccoland Ungarn. In Deutschland hält sie eine Mehrheitsbeteiligung an der Tobaccoland Automatengesellschaft und eine Beteiligung von 25,1 % an der Lekkerland GmbH & Co. KG.

## Übernahme
Am 18. April 2007 wurde die erneute Übernahme der Gallaher Group bekannt gegeben. Der Käufer der Gesellschaft war dieses Mal die Japan Tobacco. Diese Übernahme galt damals als die bis dahin größte Übernahme eines japanischen Unternehmens im Ausland. Denn bis zur Übernahme war Gallaher der drittgrößte der drei großen britischen Tabakkonzerne nach British American Tobacco und Imperial Tobacco.

## Geschäftstätigkeit
In Österreich, auf den Kanarischen Inseln, in der Dominikanischen Republik, in Kasachstan, in Polen, Rumänien, Russland, Südafrika, Schweden, der Ukraine und in Großbritannien werden Fabriken unterhalten. Insgesamt arbeiten bei Gallaher ca. 12.000 Mitarbeiter.
Bis zur Übernahme war Gallaher hauptsächlich im Vereinigten Königreich und in Europa tätig, mit kleineren Betrieben in Zentralasien, Afrika und im Nahen Osten. Im Jahr 2006 betrug der Umsatz 8,4 Mrd. £ (2005: 8,2 Mrd.), wovon 5,66 Mrd. £ (2005: 5,6 Mrd.) auf die Tabaksteuer entfielen. Der Gewinn des damals fünftgrößten Tabakherstellers der Welt lag 2006 bei 565 Mio. £ (2005: 516 Mio.) vor Steuern.

## Bedeutende Marken
- Benson and Hedges
- Silk Cut
- Memphis
- Nil
- Mcgrant
- Schwedischer Snus